# Commelina macrospatha
Commelina macrospatha är en himmelsblomsväxtart som beskrevs av Ernest Friedrich Gilg, Ledermann och Gottfried Wilhelm Johannes Mildbraed. Commelina macrospatha ingår i släktet himmelsblommor, och familjen himmelsblomsväxter. Inga underarter finns listade.